# Protoptila leonilae
Protoptila leonilae är en nattsländeart som beskrevs av Bueno-soria och Santiago de Fragoso 1995. Protoptila leonilae ingår i släktet Protoptila och familjen stenhusnattsländor. Inga underarter finns listade i Catalogue of Life.